# Felix Brandl
Felix Brandl (* 6. Mai 1896 in Straubing; † 4. November 1963) war ein deutscher Verwaltungsjurist, Landrat in Neuburg an der Donau und Senatspräsident am Bayerischen Verwaltungsgerichtshof.

## Leben
Nach dem Notabitur am Theresien-Gymnasium München, kurz vor dem Weihnachtsfest 1914, musste Felix Brandl Kriegsdienst leisten und studierte danach Rechtswissenschaften an der Ludwig-Maximilians-Universität München (Mitglied der katholischen Studentenverbindung KDStV Aenania München) und legte 1924 das Große juristische Staatsexamen ab. Zum 1. März 1925 erhielt er eine Anstellung als Assessor bei der Regierung von Oberbayern und wurde zwei Jahre später Bezirksamtmann in Dingolfing.
Er wechselte in die Polizeiverwaltung und wurde zum 1. April 1929 Regierungsrat bei der Polizeidirektion Regensburg. In die Kommunalverwaltung zurückgekehrt, wurde er zum 1. Juni 1933 Regierungsrat im Bezirksamt Marktoberdorf und war dort vom 27. April 1934 bis zum 18. März 1938  Amtsverweser. Bevor er bis zum 16. September 1943 Kriegsdienst in einer Nachrichtenabteilung leisten musste, war er noch in leitender Stellung im Landkreis Neuburg an der Donau tätig. Er erhielt eine Abordnung zur Regierung von Schwaben, die vom 15. April 1944 bis zum 15. Mai 1945 dauerte. Bevor Brandl am 1. Oktober 1945 kommissarischer Polizeidirektor in München wurde, war er vom 1. Juli 1945 an kommissarischer Landrat in Neuburg an der Donau. Am 24. November 1945 zum Polizeivizepräsidenten ernannt, wurde er am 12. Juli 1946 wegen des laufenden Spruchkammerverfahrens entlassen. Durch die Spruchkammer München IV als Mitläufer eingestuft, bewertete ihn die Berufungskammer am 20. September 1946 als nicht betroffen. Am selben Tag wurde er Oberrechtsrat bei der Stadtverwaltung München, am 1. April 1947 Ministerialrat und am 1. April 1947 Ministerialdirigent im Staatsministerium des Innern.
Zum 1. März 1953 wurde er zum Senatspräsidenten des Verwaltungsgerichtshofs ernannt. In diesem Amt blieb er bis zu seiner Versetzung in den Ruhestand zum Ende des Monats Mai 1961.
Brandl war nach dem Krieg bei der Besetzung des Stelle des Landrats in Lindau am Bodensee Kandidat der französischen Besatzungsmacht, zog seine Bewerbung jedoch zurück.
Er war in den Jahren von 1919 bis 1929 Mitglied der Bayerischen Volkspartei und von 1920 bis 1933 Mitglied im Bayerischen Ordnungsblock, hatte Kontakt zu Mitgliedern der Widerstandsgruppe Sperr-Kreis und sollte nach erfolgreichem Putsch ein Regierungsamt übernehmen.